# Ischyromene cordiforaminalis
Ischyromene cordiforaminalis là một loài chân đều trong họ Sphaeromatidae. Loài này được Chilton miêu tả khoa học năm 1883.